# كو بودا

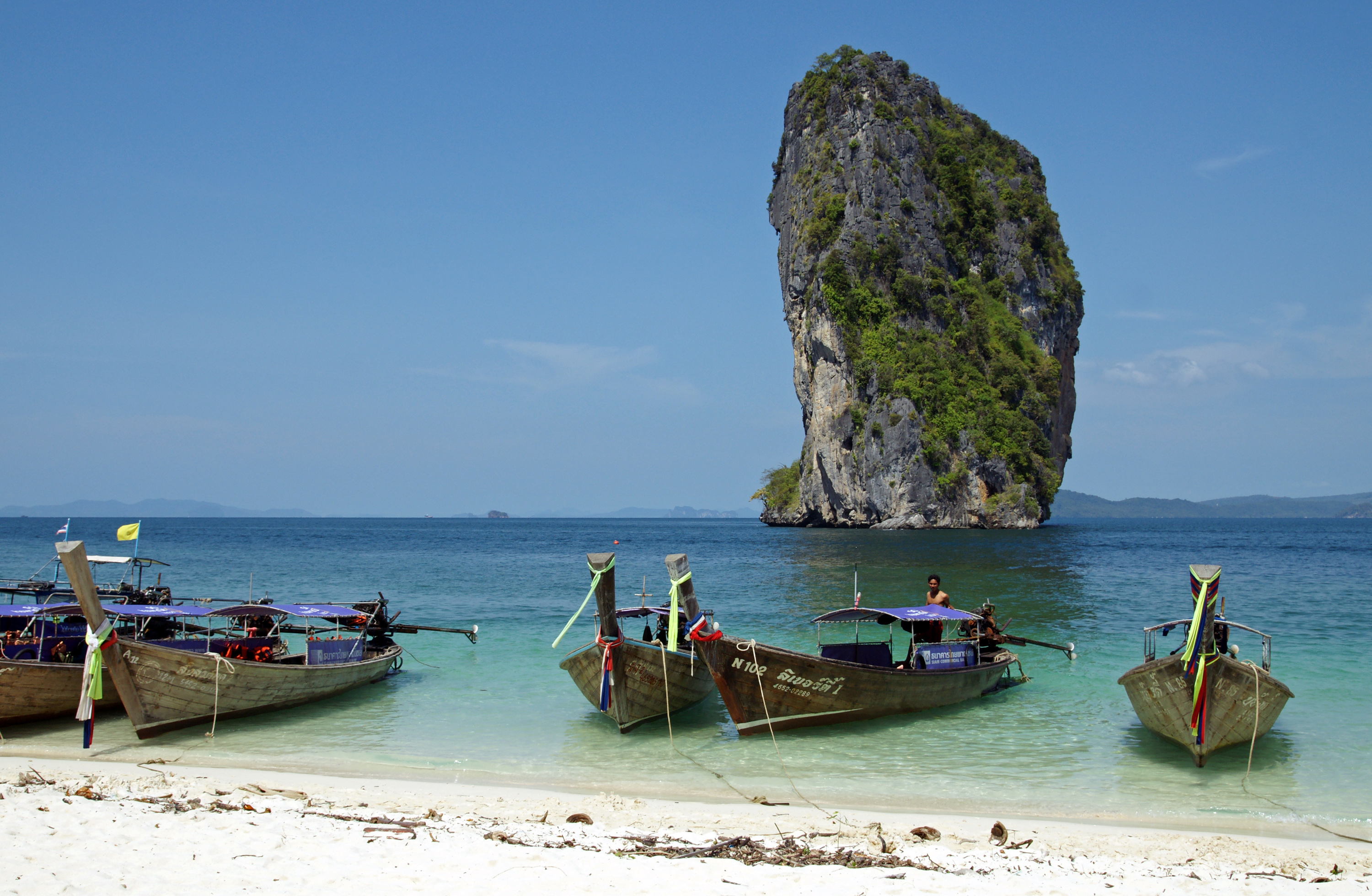
ساحل جزيرة كو بودا.

كو بودا هي جزيرة قبالة الساحل الغربي لتايلاند، في محافظة كرابي، على بعد حوالى 8 كيلومتر (5 ميل) من آونانغ. وهي جزء من مو كو بودا أو مجموعة جزر بودا التي تخضع لإدارة متنزه حديقة نوبارات تارا الوطنية - جزر في في. تتكون المجموعة من كو بودا، كو كاي، كو مو وكو تاب.